# 中亚紫菀木
中亚紫菀木（学名：Asterothamnus centraliasiaticus）是菊科紫菀木属的植物。分布于蒙古以及中国大陆的内蒙古、青海、宁夏、甘肃等地，生长于海拔1,300米至3,900米的地区，一般生于草原及荒漠地区。
种加名 centraliasiaticus 意为“中亚的”。

## 异名
- Asterothamnus centraliasiaticus Novopokr. var. potaninii (Novopokr.) Ling et Y. L. Chen
- Asterothamnus centraliasiaticus Novopokr. var. procerior Novopokr.